# 郑振香
郑振香（1929年10月—2024年3月14日）是一位中国考古学家。

## 生平
1929年出生于沧州市东光县，1950年考入北京大学博物馆专修科，1952年院系调整后合并到历史系，师从苏秉琦。1954年获得北京大学历史系学士学位。之后留校担任助教一年，1959年获得北京大学考古系硕士学位，师从尹达，主攻商周考古方向。同年进入中国社会科学院考古研究所工作。1959年作为领队带领考古挖掘队来到王湾遗址，同时也为北京大学学生做现场教学。1962年秋作为安阳考古队副队长来到安阳市殷墟主持挖掘工作。文化大革命期间所有工作暂停，只有少数小规模遗址允许挖掘，1976年春和丈夫陈志达以及张之恒组成考古队接手刚发现的考古现场，也就是同年5月16日发现的妇好墓。出土极其丰富的陪葬品，也是历次殷墟考古发现中影响最大、成果最多的一次。2002年离开考古现场挖掘。

## 家庭
有三个哥哥一个妹妹，父亲毕业于南开中学，丈夫陈志达也是考古学家。

## 荣誉
- 2018年获得殷墟考古发掘“功勋人物”。